# JetLite

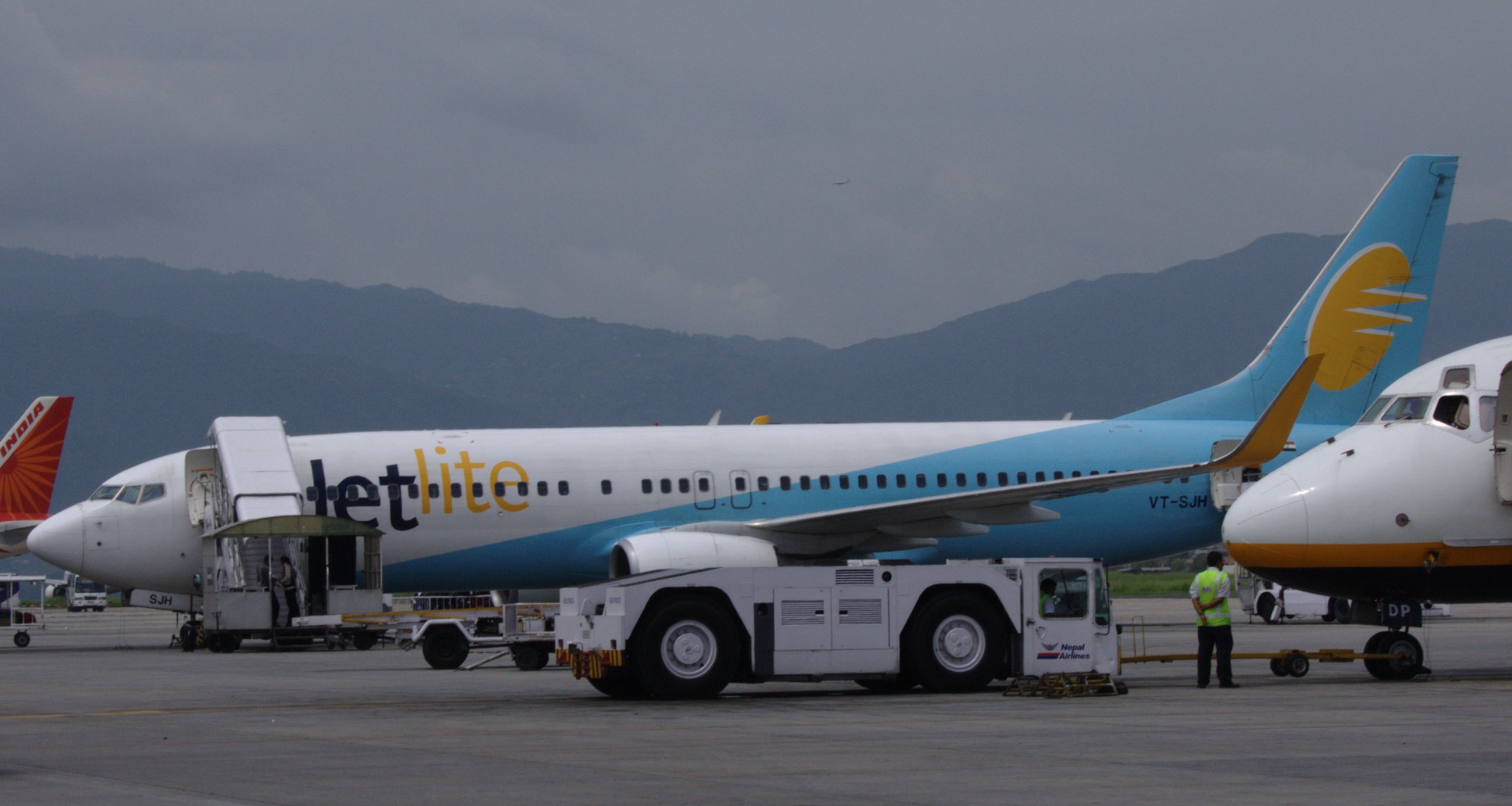
En JetLite Boeing 737-800 i Katmandu 2010

JetLite var ett indiskt lågprisflygbolag som flög inrikes i Indien. Flygbolaget skapades 20 september 1991 som Air Sahara och började sina flygningar 3 december 1993 med två Boeing 737-200. 2007 köptes bolaget upp av Jet Airways och bytte namn till JetLite. Den 17 april 2019 gick flygbolaget, tillsammans med moderbolaget Jet Airways, i konkurs.